# Saarein

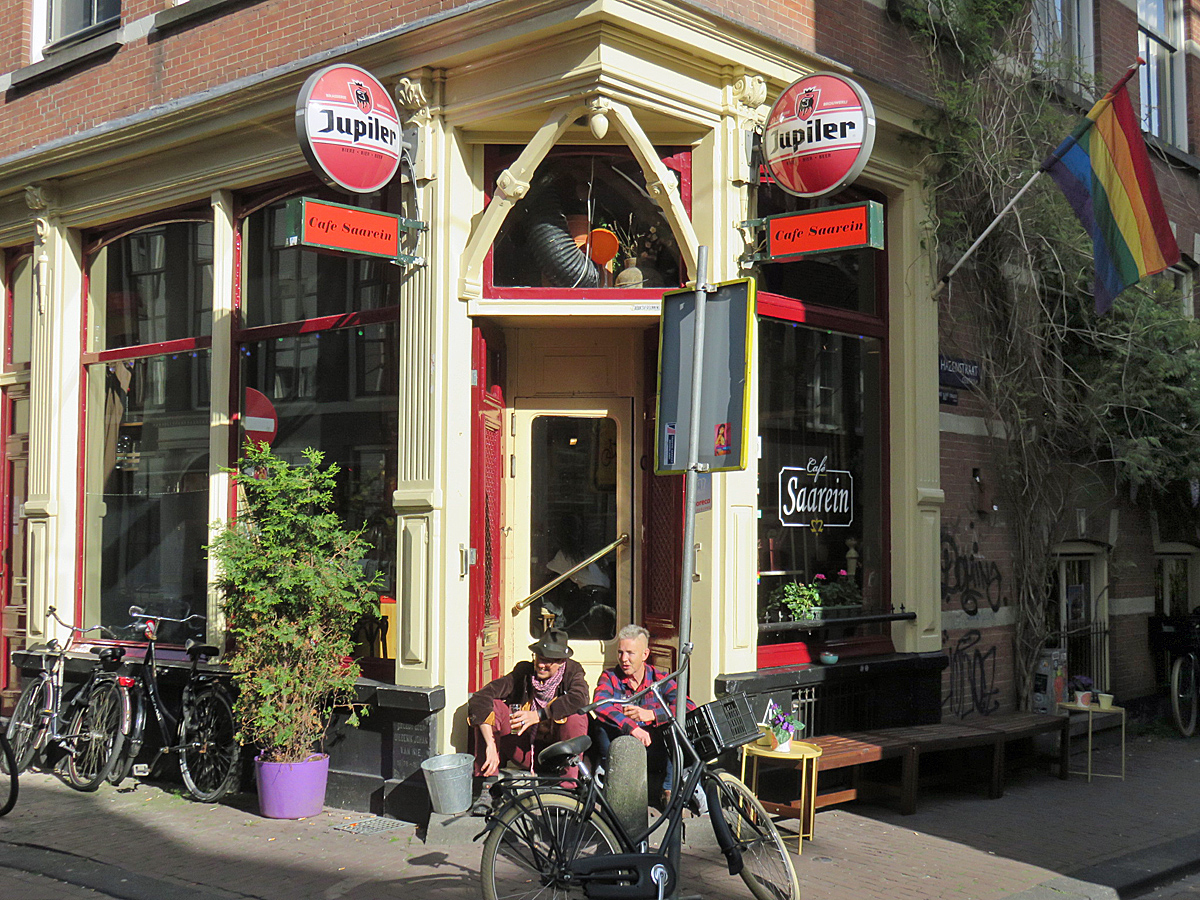
Café Saarein in 2019

Café Saarein is het oudste nog bestaande vrouwencafé van Amsterdam, sinds 1978 gevestigd aan de Elandsstraat 119 in de Jordaan.

## Geschiedenis
De oprichters en de vroege clientèle kwamen aanvankelijk bijeen in café 't Schaartje aan de Spuistraat, dat in 1976 het karakter kreeg van een vrouwencafé. Twee jaar later wilde de eigenaar daar vanaf. Vrouwen van het collectief Lesbian Nation vormden met anderen een initiatiefgroep, die met een nieuwe kroeg moest komen. Korte tijd later kon het bestaande café Saarein in de Jordaan door een collectief van tien vrouwen worden overgenomen. Met behulp van crowdfunding werden voorraad en inventaris aangeschaft en het café opende haar deuren op 19 augustus 1978.
Het idee van een café voor alleen vrouwen zorgde in de buurt en ook in de media voor opschudding. De opzet van café Saarein was om vrouwen de gelegenheid te geven uit te gaan zonder ongevraagde aandacht van mannen, wat in die tijd nog veel voorkwam. Het café werd gerund door vrijwilligsters, een collectief van aanvankelijk acht vrouwen die afwisselend achter de bar stonden. Het collectief hoorde ook bij de nieuwe organisatievormen van de jaren 1970: Saarein was opgezet als platte organisatie, niemand was de baas en beslissingen werden met algemene stemmen genomen. Het café stond op de naam "Stichting het Amsterdams Vrouwencafé". Het café werd in de loop der jaren door een steeds wisselende groep barvrouwen gerund. In totaal hebben 40 vrouwen deel uitgemaakt van het collectief.
Saarein was aanvankelijk alleen toegankelijk voor vrouwen, die meestal lesbisch waren, en zeker in de beginjaren was het groepje vrouwen dat in Saarein kwam heel hecht of zelfs een kliek. Na een aantal jaar werd het beheercollectief uitgebreid en daarmee trok Saarein ook een breder publiek.
In oktober 1999 werd het oude Saarein gesloten. Het café werd overgenomen door een nieuwe eigenaar, en werd uitgebreid verbouwd. Sindsdien is café Saarein voor iedereen geopend, maar de sfeer van "vrouwencafé" is altijd blijven bestaan.
Op 3 november 2018 werd het 40-jarig bestaan van Saarein gevierd, waarbij Dia Roozemond, sinds 1999 uitbater van het café, de Andreaspenning van de gemeente Amsterdam kreeg uitgereikt voor haar inzet voor de lhbti-emancipatie.
Na 25 jaar gaat Dia Roozemond met pensioen en wordt gezocht naar overnamekandidaten. Talisa Harjono, Sterre Marijn Krot en Sebastian Kersten besloten van café Saarein weer een Stichting te maken. Met een behulp van crowdfunding wordt het benodigde bedrag bijeengebracht om de overnamesom te financieren en wordt café Saarein in de zomer van 2024 aan de stichting overgedragen. De opbrengsten van café Saarein zal gebruikt worden om organisaties en initiatieven te ondersteunen die de positie van vrouwen en LHBTQIAP+ personen te bevorderen. 

## Anderen
Na de sluiting van Vivelavie aan de Amstelstraat in juni 2017, was Saarein een tijd lang het enig overgebleven vrouwencafé van Amsterdam, tot in 2019 aan de Albert Cuypstraat het nieuwe lesbische café Bar Buka haar deuren opende. Het eerste Vrouwencafe ''Dikke Trui" in Groningen opent in mei 1979 (Oude Ebbingestraat 82) haar deuren en is er tot 1 januari 1982.